# Thrasher
Thrasher je rolkarska revija, ki je bila ustanovljena leta 1981, njen glavni urednik pa je Jake Phelps. Revija objavlja članke, ki niso omejeni le na rolkarske teme, temveč tudi članke o glasbi in o raznih drugih nenavadnih stvareh, izdajajo pa tudi rolkarske filme.
Thrasher vsako leto organizira izbiranje Rolkarja leta, ki ga izberejo bralci revije. Leta 2003 je Thrasher začel vsako leto priprejati King of the Road tekmovanje, v katerem imajo 4 ekipe 2 tedna časa da zberejo čim več točk z izvajanjem trikov in drugih nenavadnih iziviv iz tekmovalne knjige. Njihova popotovanja so vsako leto zabeležena s filmom in številko revije posvečeno le temu tekmovanju.
Leta 1999 je revija sponzorirala igro za PlayStation imenovano Thrasher: Skate and Destroy.

## Rolkar leta
Naslov Rolkarja leta revija podeli vsako leto. To tradicijo so začeli leta 1990, leta 2003 pa je revija izdala film s posnetki prvih trinajst prejemnikov. Edini, ki je nagrado prejel dvakrat je Danny Way.
Prejemniki nagrade:
- 1990 - Tony Hawk
- 1991 - Danny Way
- 1992 - John Cardiel
- 1993 - Salman Agah
- 1994 - Mike Carroll
- 1995 - Chris Senn
- 1996 - Eric Koston
- 1997 - Bob Burnquist
- 1998 - Andrew Reynolds
- 1999 - Brian Anderson
- 2000 - Geoff Rowley
- 2001 - Arto Saari
- 2002 - Tony Trujillo
- 2003 - Mark Appleyard
- 2004 - Danny Way
- 2005 - Chris Cole
- 2006 - Daewon Song
- 2007 - Marc Johnson

## Videografija
- Shotgun (2006)
- Keg Killer (2006)
- Beer Helmet (2005)
- Beers, Bowls & Barneys (2004)
- Rocket Science (2004)
- S.O.T.Y. Video (2003)
- Playing In Traffic (2002)
- Jaded (2002)
- Go for Broke (2001)
- Timebomb (2001)
- Firing Squad (2000)
- Scorchin' Summer (1999)
- Hall of Meat (1999)
- Hillbilly Roadkill (1998)
- Vidiot (1998)
- How to Skateboard Better (1998)
- How To Skateboard (1998)
- Skate and Destroy (1996)
- Raw (1996)
- Hitting the Streets (1996)
- Donut Duty (1995)
- 911 Emergency (1995)
- Feats (1994)
- On The Road (1994)
- Sponsor Me (1994)
- Need For Speed (1993)
- The Truth Hurts (1993)
- Savannah Slamma II (1988)
- Savannah Slamma (1988)

Thrasher vsako leto od leta 2003 izda še video iz tekmovanja King of the Road.